# Isoetes saracochensis
Isoetes saracochensis là một loài dương xỉ trong họ Isoetaceae. Loài này được Hickey mô tả khoa học đầu tiên năm 1994.